# Tom F. Hazell
Thomas Falcon Hazell, dit Tom Hazell (né le 7 août 1892 à Roundstone et mort le 4 septembre 1946 à Newport) est un pilote de chasse britannique.
Membre du Royal Flying Corps (RFC), puis de la Royal Air Force (RAF), avec 43 victoires en 1917-1918, il est l'un des as de l'aviation durant la Première Guerre mondiale. Plus précisément, il est classé le 5e as britannique de la guerre avec le plus de victoires et le 3e pilote d'origine irlandaise avec le plus de victoires derrière Edward Mannock et George McElroy.